# Теория ожиданий
Теория ожиданий (англ. Expectancy theory) основывается на том, что наличие интенсивной потребности никак не считается единственным важным условием мотивации человека на достижение определенной цели. Впервые была изложена канадским психологом Виктором Врумом в 1964-м году в работе «Труд и мотивация».

## Основные элементы теории ожидания
В теории выделяют три основных момента мотивации человека:
1. ожидание;
2. содействие;
3. валентность.[3]

### Ожидание
Согласно теории, ожидание является представлением человека о том, что затраченные им усилия приведут к ожидаемому и желаемому результату.

### Содействие
Врум писал о том, что под содействием понимается надежда человека на вознаграждение в зависимости от результатов.

### Валентность
Валентность представляет собой предполагаемую степень относительного удовлетворения или неудовлетворения, которая возникает вследствие получения определенного вознаграждения.
Мотивация, согласно теории, является составляющей функцией всех трех компонентов. Из этого следует, что она будет высокой тогда, когда все составляющие высоки. В случае, если один из этих трех компонентов равен нулю, общий уровень мотивации будет также равен нулю. Если рабочий верит, что его усилия приведут к результату, который будет вознагражден, мотивация будет отсутствовать, если валентность ожидаемого вознаграждения равна нулю.
В то же самое время, мотивация не равноценна результатам работы. Данная теория признает, что мотивация является одним из нескольких важных параметров, определяющих результат. В частности, теория предполагает, что навыки и способности вносят большой вклад в итог трудовой деятельности: некоторые люди более приспособлены к работе, чем другие, благодаря присущим им индивидуальным чертам, умениям и талантам.
Восприятие роли человеком также влияет на результат работы. До тех пор, пока есть разногласия в определении служебных обязанностей, может страдать производительность.

## Применение принципов теории ожидания в практике управления
Теория ожиданий имеет несколько важных приложений к практике повышения мотивации служащих компании:
1. Усилия людей приводят к ожидаемому результату;
2. Положительный эффект вознаграждения служащих;
3. Связь величины награждения и производительности.

### Усилия людей приводят к ожидаемому результату
Мотивация может усилиться посредством обучения персонала работать более эффективно, из чего, следовательно, повысится и уровень производства. Также возможно увеличить производительность, следуя предложениям служащих о путях изменения условий работы. До той степени, пока они представляют проблемы на своей работе, связанные с производительностью труда, попытки руководства преодолеть эти трудности могут помочь им работать более эффективно.

### Положительный эффект вознаграждения служащих
Другими словами для появления мотивации должно быть соответствующее вознаграждение. Предполагать в настоящее время, что каждый сотрудник желает получить одинаковое вознаграждение было бы ошибкой: некоторые мечтают о повышении заработной платы, другие — дополнительные выходные дни, полноценную страховку, социальное и пенсионное обеспечение. Принимая это во внимание, многие компании предлагают план вознаграждения по принципу «кафетерия» то есть системе, которая позволяет самому сотруднику выбрать схему своего вознаграждения из списка взаимоисключающих возможностей.

### Связь величины награждения и производительности
Иначе говоря, менеджеры должны точно определить: какое поведение приведет к каким конкретным вознаграждениям. Теория ожиданий отмечает, что довольно эффективно выплачивать рабочим вознаграждения, непосредственно связанные с результатом их работы

## Критика
Теория ожиданий стала предметом критики таких исследователей, как Г.Граэн (1969), Э.Лоулер (1971) и Л.Портер (1967 и 1968). Данная критика скорее является расширением к идеям Врума, нежели отклонением от них. Сам Врум признал факт того, что его теорию следовало обновить, используя новые данные.
Одним из основных критических замечаний теории является простота теории, в том смысле, что она не объясняет разные уровни усилий, предпринимаемых человеком. Кроме того, существует предположение о том, что вознаграждение будет побуждать сотрудника принимать больше усилий, чтобы получить данное вознаграждение, но игнорирует факт того, что рассматриваемая награда может иметь отрицательные последствия для человека. Например, из-за повышения заработной платы данный сотрудник может попасть в более высокую налоговую категорию.

## Развитие теории
В 1995 году Виктором Врумом было предложено несколько идей для преобразования своей теории. Эти предложения были направлениями для создания «современной теории ожиданий», которая соответствовала бы последним научным изысканиям. Среди этих предложений можно выделить следующие:
1. Ситуационная теория;
2. Включение механизмов возникновения мотивов;
3. Более пристальное изучение внутренней мотивации.

### Ситуационная теория
Согласно данной теории, уровень восприятия альтернатив не будет фиксированным (в отличие от первоначальной теории ожиданий), а будет варьироваться. На одном конце может быть поведение, находящееся под влиянием сильных эмоций или привычек, где действия во многом не зависят от целей и информации. На другом конце могут быть достаточно простые проблемы выбора, в которых альтернативы ясны и вся информация о них доступна. В этом случае уровень восприятия информации индивидом приближается к тому, который представляется теорией ожиданий. Хотя, безусловно, этот уровень будет зависеть от ограничивающих факторов и отклонений, установленных сторонниками теории перспективы.

### Включение механизмов возникновения мотивов
Валентность и выгодность не имеют одинаковых свойств. Валентность результатов зависит от ситуации. Включение в теорию механизмов, связывающих валентность и факторы окружающей среды, обстановки, может приблизить данную теорию к исследованиям в области постановки целей.

### Более пристальное изучение внутренней мотивации
Валентность результата, такая, как успешное выполнение задачи или работы, рассматривается в теории ожиданий как величина, зависящая от представлений об обстоятельствах достижения других результатов (таких как более высокая зарплата или самооценка) и значимости этих результатов. Различают внутреннюю мотивацию, в которой валентность результатов зависит от процессов, влияющих изнутри, и внешнюю мотивацию, в которой валентность результатов можно свести к ожидаемым действиям других и поощрениям и наказаниям того, что не подконтрольно.

## Применение теории
В 1970-х годах, будучи небольшим семейным предприятием, владелец «Solar Press» Джон Хадец ежемесячно выписывал работникам премии в $ 20-60. Все получали одну и ту же сумму не понимая, за что.
Для того, чтобы работники четко осознавали связь размеров бонусов с достигнутыми показателями производительности, менеджментом компании было принято решение разделить сотрудников на команды. Каждая из них получала ежемесячные бонусы, размер которых определялся достигнутыми ими результатами. Производительность труда возросла, но вскоре конкуренция между командами приобрела негативный характер, так как вместо того, чтобы следить за состоянием оборудования, сотрудники были озабочены не столько своими показателями, сколько результатами других команд, так как отставание означало потерю премии. В конце концов, соревнование между командами создало больше проблем, чем разрешило.